# Чејс Кросинг (Вирџинија)
Чејс Кросинг (енгл. Chase Crossing) насељено је место без административног статуса у америчкој савезној држави Вирџинија.

## Демографија
По попису из 2010. године број становника је 377.
| Група             | 2000.    | 2010.       |
| Белци             | 0 (0,0%) | 20 (5,3%)   |
| Афроамериканци    | 0 (0,0%) | 125 (33,2%) |
| Азијати           | 0 (0,0%) | 0 (0,0%)    |
| Хиспаноамериканци | 0 (0,0%) | 228 (60,5%) |
| Укупно            | 0        | 377         |